# Fcγ-Rezeptor IIIb
Fcγ-Rezeptor IIIb (synonym CD16b, FcγRIIIβ) ist ein Oberflächenprotein aus der Gruppe der Fc-Rezeptoren.

## Eigenschaften
CD16b bindet als Fcγ-Rezeptor an die Fc-Region des Immunglobulin G, mit oder ohne gebundene Antigene. Es wird von Neutrophilen und stimulierten Eosinophilen gebildet. Im Gegensatz zum nahe verwandten CD16a besitzt es kein ITAM und ist nicht an der antikörperabhängigen zellvermittelten Zytotoxizität (ADCC) und der Phagozytose beteiligt. CD16b ist glykosyliert und besitzt einen GPI-Anker.